# Península de Rybachy
A península de Rybachy (em russo:  полуо́стров Рыба́чий, poluostrov Rybachi; em lapão setentrional:  Giehkirnjárga; em norueguês:  Fiskerhalvøya; em finlandês:  Kalastajasaarento) é a península na Fino-Escandinávia russa. É o território mais a norte da Rússia europeia continental. O seu nome significa «peninsula dos pescadores». Está ligada à Península Sredni, a "península média" por um istmo estreito, pelo que está quase totalmente rodeada pelas águas do Mar de Barents. Está administrativamente unida ao Raion de Pechenga do Oblast de Murmansque, e a sete horas de distância por automóvel de Murmansque.
As suas principais atividades económicas são a criação de renas e, desde 2003, a extração de petróleo.

## História
A península situa-se numa zona onde as fronteiras internacionais foram traçadas relativamente tarde; a fronteira Noruega-Rússia foi demarcada em 1826, colocando a península de Rybachy no lado russo. Nessa altura, muitos colonizadores noruegueses viviam na península.
Depois da Revolução Russa de 1917, as partes ocidentais das penínsulas de Sredni e Rybachy foram transferidas para a Finlândia. Depois da Guerra de Inverno de 1939-1940, a Finlândia cedeu território à União Soviética pelo Tratado de Moscovo. Os colonos noruegueses ficaram "presos" na Rússia soviética depois da revolução; alguns dos seus descendentes mobilizaram-se para obter a cidadania norueguesa depois da Guerra Fria.
Durante Segunda Guerra Mundial, a península é - durante três anos - cenário de uma guerra posicional entre alemães e russos. De facto, tomando a península abriu caminho para as cidades de Murmansque e de Arcangel, que eram os principais pontos de entrada do programa dos Estados Unidos Lend-Lease. A frente dividiu a península em dois, cada lado com posições fortemente fortificadas.
Antes da dissolução da União Soviética, a península estava altamente militarizada devido à proximidade da Noruega, país membro da NATO. Desde então, o exército abandonou a zona, mas em 2005 o acesso era ainda proibido aos estrangeiros.

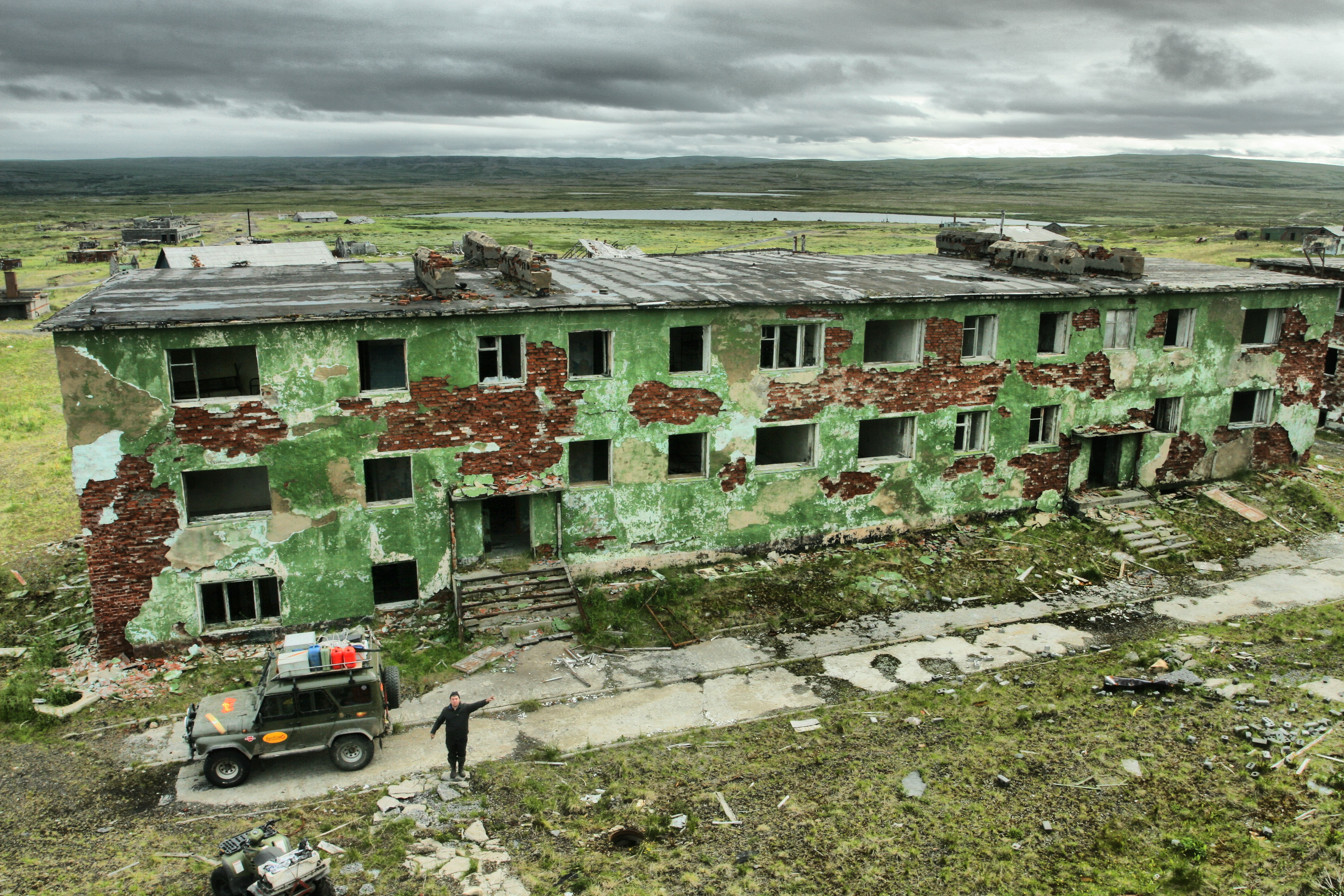
Edifício em ruínas em Rybachy
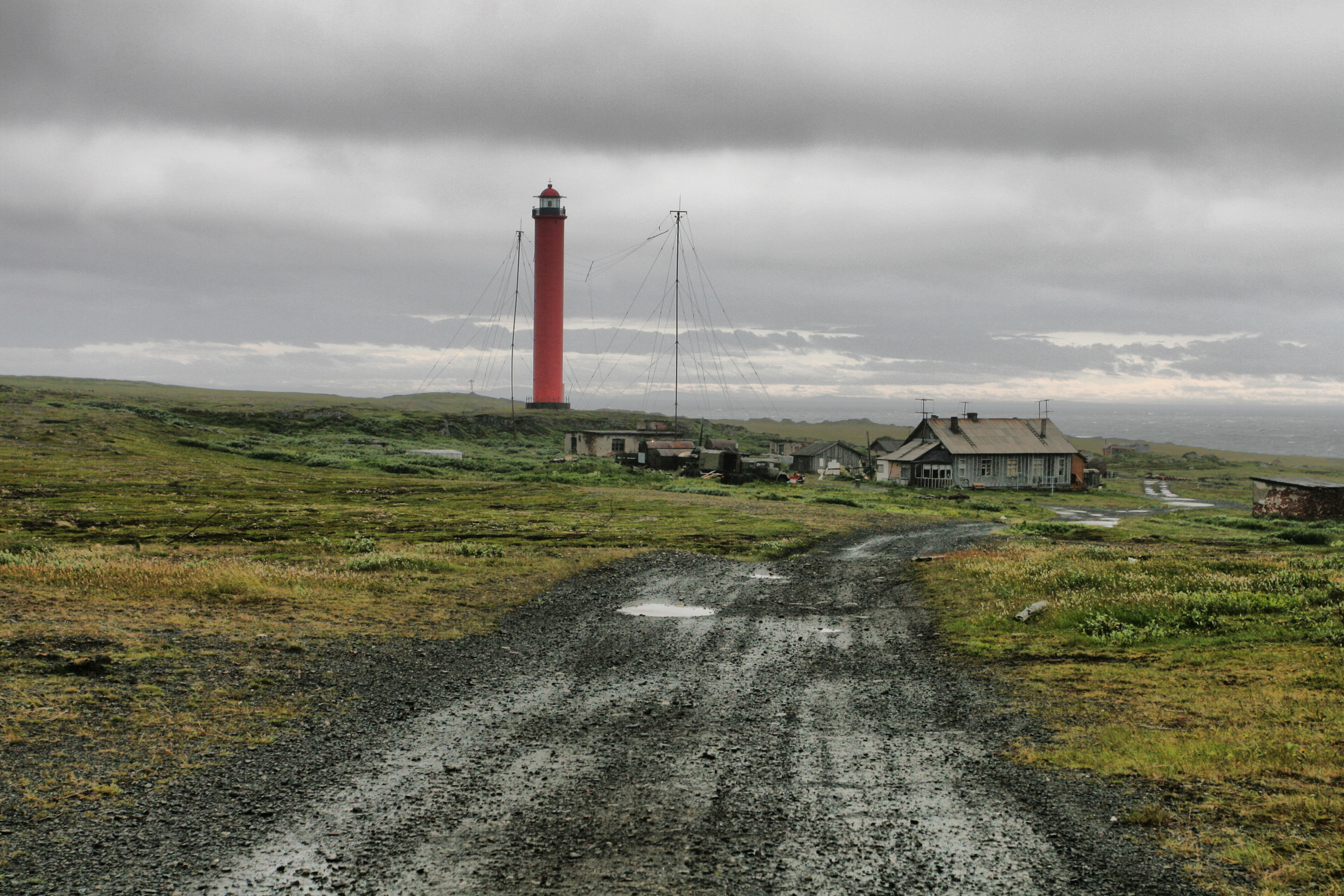
Vaida-Guba
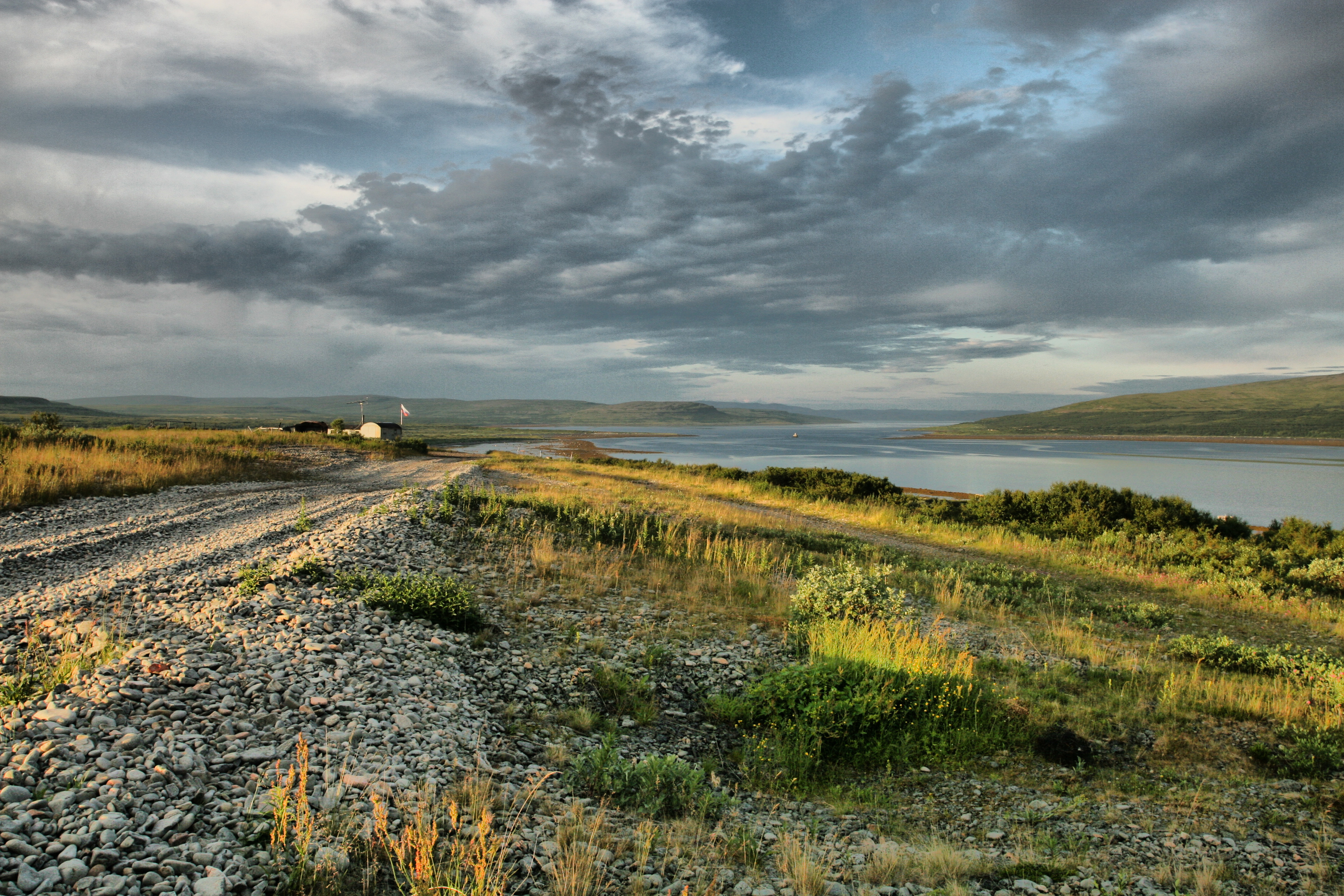
Baía Ozyorko
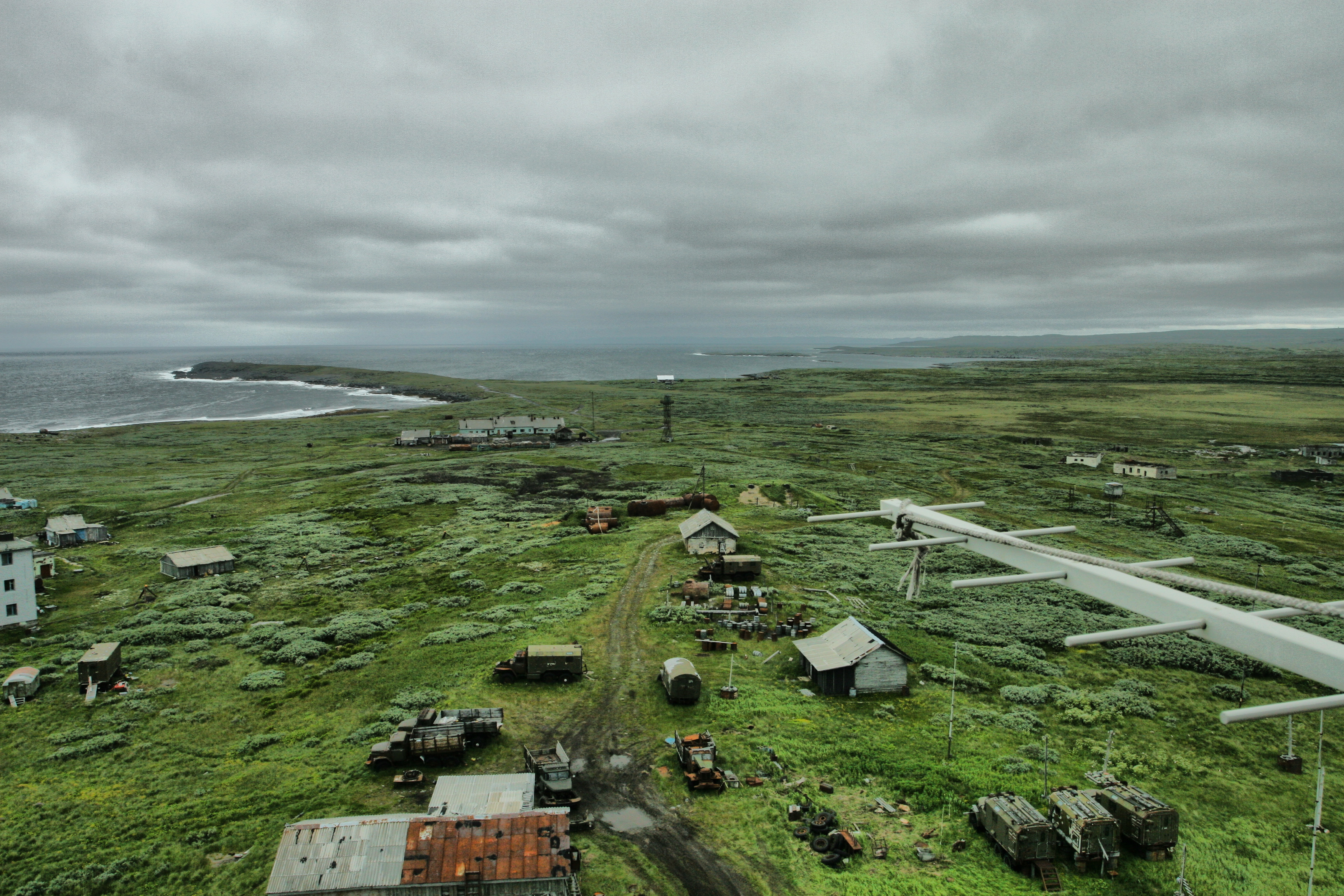
Tsypnavolok, no lado oriental
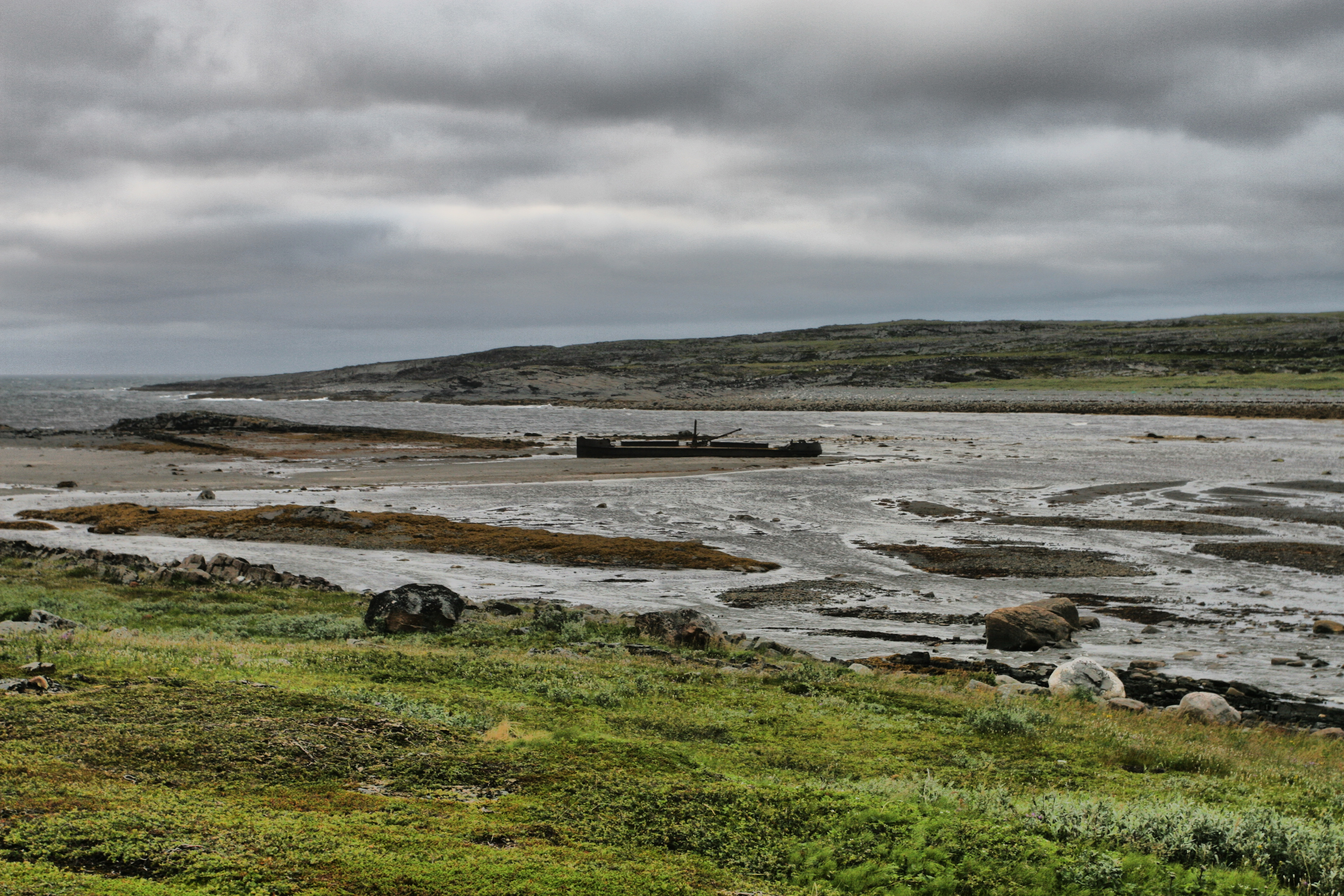
Naufrágio